# Prueba rápida de antígenos

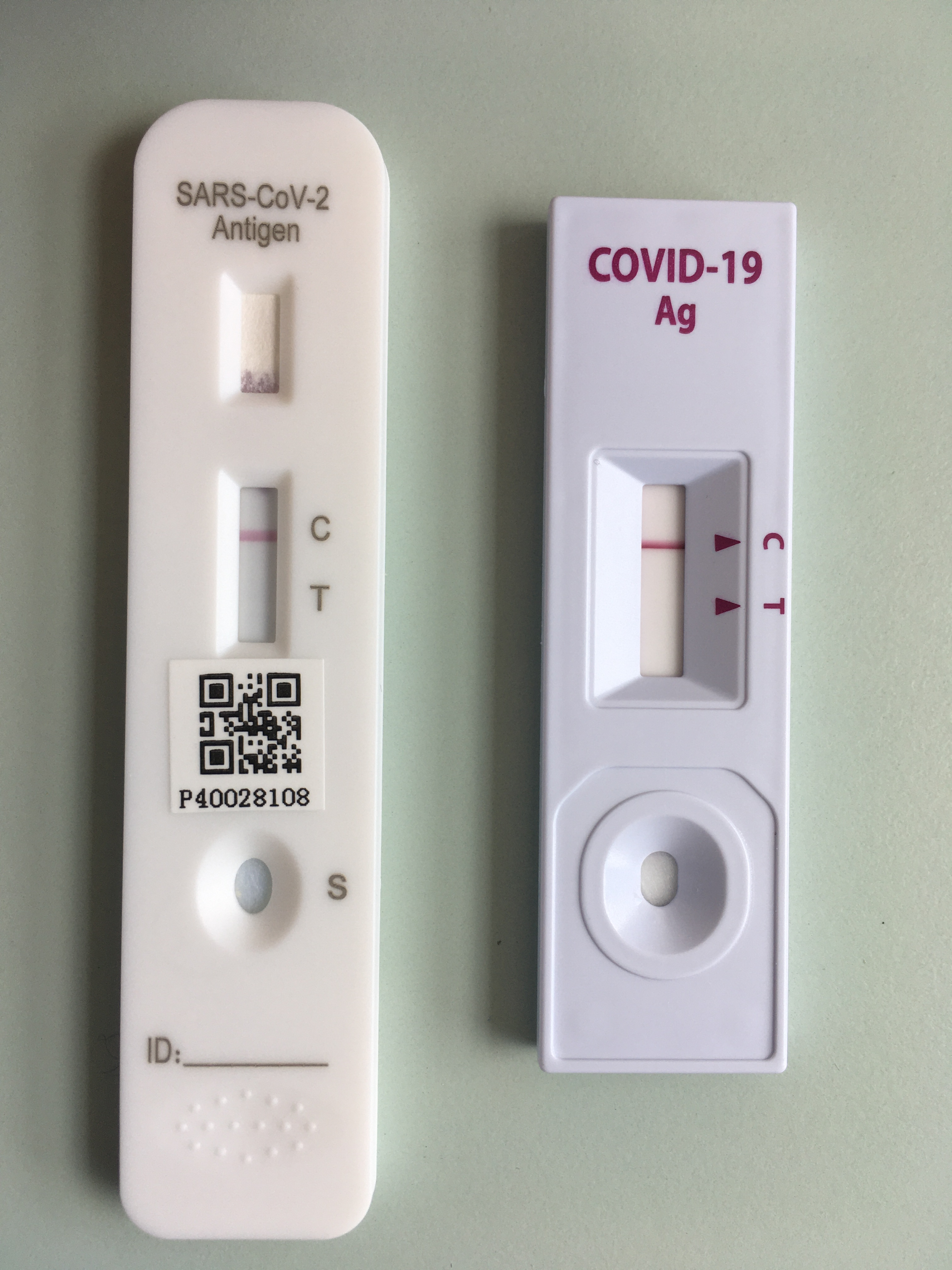
Prueba rápida de antígenos de SARS-CoV-2.

Una prueba rápida de antígenos o prueba rápida es una prueba de diagnóstico rápida adecuada como prueba en el punto de atención que directamente detecta la presencia o ausencia de un antígeno. En la actualidad se usa mayormente para la detección de SARS-CoV-2, el virus que causa el COVID-19. Las pruebas rápidas son un tipo de pruebas de flujo lateral que detectan proteínas, lo que las distingue de otras pruebas médicas que detectan anticuerpos (pruebas de anticuerpos) o ácido nucleico (pruebas de ácido nucleico), de tipo laboratorio o punto de atención. Las pruebas rápidas suelen dar un resultado en un plazo de 5 a 30 minutos, requieren una formación o infraestructura mínimas y presentan importantes ventajas de coste.

## Usos de tests rápidos de antígenos
Ejemplos comunes de RAT incluyen: 
- Test rápidos de COVID-19

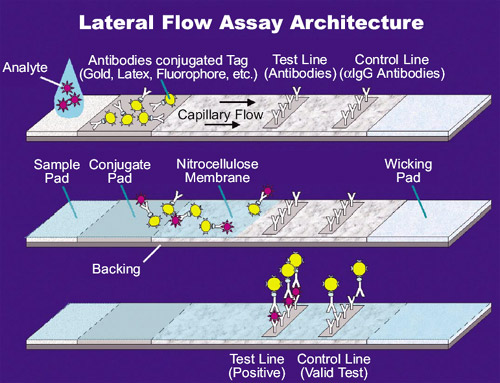
Ilustración del funcionamiento de la prueba rápida de antígeno por inmunocromatografía.

- Tests rápidos de estrep (para antígenos de estreptococos)[1]
- Pruebas de diagnóstico de influenza rápidas (RIDTs) (para antígenos de virus de influenza / gripe)
- Pruebas de detección del antígeno de la malaria (para antígenos de  plasmodio).

### Pruebas rápidas de antígenos COVID-19
Las pruebas rápidas de detección de antígenos de COVID-19 son una de las aplicaciones más útiles de estas pruebas. A menudo denominadas pruebas de flujo lateral, han proporcionado a los gobiernos mundiales varias ventajas. Son rápidas de aplicar con una formación mínima, ofrecen importantes ventajas en cuanto a costes, ya que cuestan una fracción de las formas existentes de pruebas PCR y ofrecen a los usuarios un resultado en 5-30 minutos. Las pruebas rápidas de antígenos han encontrado su mejor uso como parte de las pruebas masivas o los enfoques de cribado de toda la población. Tienen éxito en estos enfoques porque, además de las ventajas mencionadas, identifican a los individuos más infecciosos y que podrían propagar el virus a un gran número de personas. Esto difiere ligeramente de otras formas de COVID-19, como la PCR, que generalmente se considera una prueba útil para los individuos.

## Base científica y biología subyacente
Las pruebas de antígenos y anticuerpos suelen ser inmunoensayos (IAs) de un tipo u otro, como los IAs de varilla o los inmunoensayos de fluorescencia, sin embargo la RAT es un ensayo inmunocromatográfico que da resultados visuales que pueden ser vistos a simple vista. Se considera cualitativo, pero una persona con experiencia en pruebas de RAT puede cuantificar fácilmente los resultados. Al tratarse de una prueba de cribado, si la sensibilidad y la especificidad son relativamente bajas para la prueba, los resultados deben evaluarse sobre la base de pruebas confirmatorias como la prueba PCR o el western blot.
Una ventaja inherente a una prueba de antígenos sobre una prueba de anticuerpos (como las pruebas rápidas de detección de anticuerpos del VIH) es que el sistema inmunitario puede tardar en desarrollar anticuerpos tras el inicio de la infección, pero el antígeno extraño está presente de inmediato. Aunque cualquier prueba diagnóstica puede tener falsos negativos, este periodo de latencia puede abrir una vía especialmente amplia para los falsos negativos en las pruebas de anticuerpos, aunque las particularidades dependen de qué enfermedad y qué prueba se trate. La fabricación de una prueba rápida de antígenos suele costar unos 5 dólares.